# 和歌山市民会館
和歌山市民会館（わかやましみんかいかん、Wakayama Municipal Auditorium）は、かつて和歌山県和歌山市伝法橋南ノ丁7番地にあったホール。通称 市民会館。

## 概要
和歌山県民文化会館とともに和歌山市内における代表的なホールであり、多くの行事が執り行われている。周辺には和歌山市立博物館や和歌山市民図書館など、市の施設が集積していた。

## 移転計画
完成から40年以上経過し建物が老朽化したため、和歌山城北の伏虎中学校跡地に和歌山城ホールを建設、2021年秋に完成。

## 交通アクセス
- 南海和歌山市駅より徒歩約5分
- 和歌山バス湊本町三丁目停留所下車すぐ

## 周辺
- 和歌山市民図書館
- 和歌山市立博物館
- 和歌山市立こども科学館
- 旧西本組本社ビル